# Wilmer Cabrera
Wílmer Cabrera Linares (født 15. september 1967 i Cartagena, Colombia) er en tidligere colombiansk fodboldspiller (højre back) og senere -træner.
Cabrera tilbragte størstedelen af sin karriere i hjemlandet, hvor han blandt andet spillede otte sæsoner hos América de Cali, og seks hos Independiente Santa Fe. Med América var han med til at vinde tre colombianske mesterskaber.
Cabrera spillede desuden, mellem 1989 og 1995, 48 kampe og scorede tre mål for det colombianske landshold. Han repræsenterede sit land ved både VM i 1990 i Italien og VM i 1998 i Frankrig. Han var også med til at vinde bronze ved Copa América i 1995.
Efter at have indstillet sin aktive karriere har Cabrera fungeret som træner, og har blandt andet stået i spidsen for to amerikanske ungdomslandshold, samt for Major League Soccer-klubben Chivas USA.

## Titler
Categoria Primera A
- 1990, 1992 og 1997 med América de Cali